# Attico (nome)
Attico  è un nome proprio di persona italiano maschile.

## Varianti
- Femminili: Attica[3]

### Varianti in altre lingue
- Basco: Atika[4]
- Catalano: Àtic[4]
- Francese: Attique
- Greco antico: Ἀττικός (Attikos)
- Inglese: Atticus[5][6]
- Latino: Atticus[2][1][6]
- Polacco: Attyk
- Portoghese: Ático
- Russo: Аттик  (Attik)
- Serbo: Атик (Atik)
- Spagnolo: Ático[4]
- Ungherese: Attikosz

## Origine e diffusione

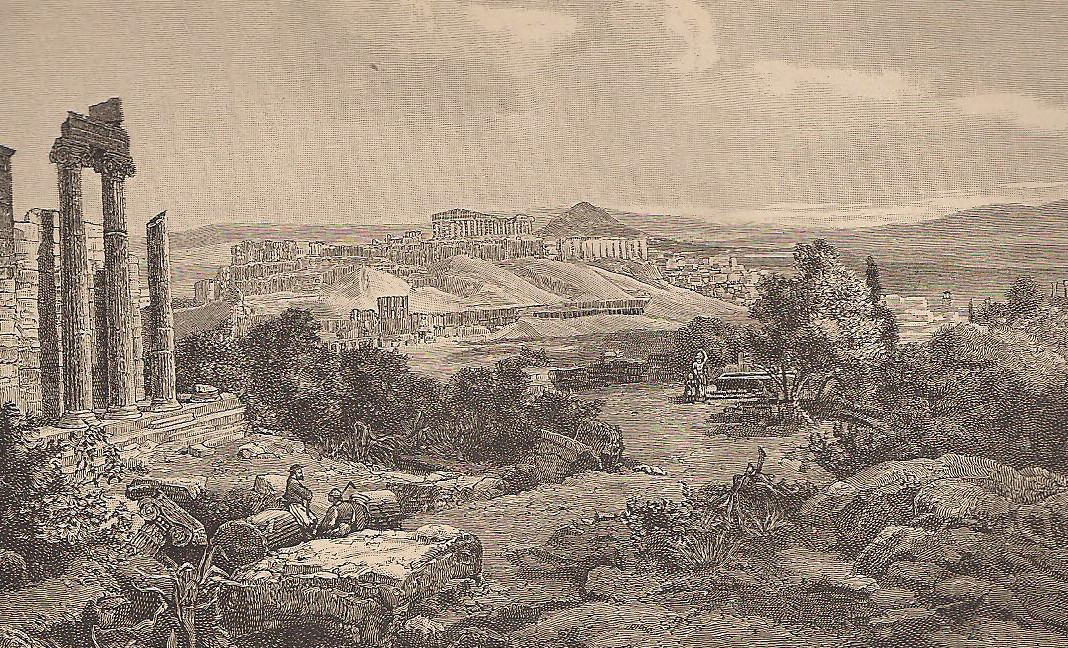
Le pianure dell'Attica in un'illustrazione del 1890

Riprende il cognomen o supernomen romano Atticus, relativamente comune e divenuto poi anche nome personale; è basato sull'aggettivo latino atticus (o sul suo corrispondente greco αττικός, attikos), che vuol dire "proveniente dall'Attica".
In Italia è attestato principalmente nel Centro, specie a Roma, grazie al culto verso sant'Attico, martire in Frigia, ma è molto raro; in inglese è utilizzato, nella forma Atticus, sin dal XVI secolo, ed è stato ulteriormente popolarizzato da Atticus Finch, uno dei protagonisti del romanzo di Harper Lee del 1960 Il buio oltre la siepe.

## Onomastico
L'onomastico si può festeggiare l'8 gennaio in memoria di sant'Attico, patriarca di Costantinopoli, oppure il 6 novembre in onore di sant'Attico, martire in Frigia.

## Persone
- Attico, filosofo greco antico
- Erode Attico, letterato, politico e filosofo greco antico
- Tito Pomponio Attico, erudito romano

### Varianti Atticus
- Atticus Mitchell, attore canadese
- Atticus Ross, musicista, compositore, produttore discografico ed ingegnere del suono britannico
- Atticus Shaffer, attore statunitense

## Il nome nelle arti
- Atticus Finch è un personaggio del romanzi di Harper Lee Il buio oltre la siepe.
- Atticus Rhodes è un personaggio della serie manga e anime Yu-Gi-Oh! GX.
- Atticus Lincoln è un personaggio della serie televisiva Grey's Anatomy.
- Atticus Payne è il protagonista della serie televisiva The Guardians of Justice.